# Karl Gerhardt (Regisseur)
Karl Gerhardt (* 21. November 1869 als Karl Lorenz Maximilian Gerhard in Langenlois; † 17. Juli 1931 in Berlin) war ein österreichischer Schauspieler und Regisseur beim deutschen Theater und Film.

## Leben
Gerhardt war zu Beginn des 20. Jahrhunderts als Schauspieler und Regisseur an Bühnen in der k.u.k.-Provinz tätig, so etwa im ersten Jahrzehnt in Bielitz, in Pressburg und in der Spielzeit 1905/1906 in Baden bei Wien, wo er unter anderem den Danilo in der Lustigen Witwe gab. Nach einem Jahr in Wien (von September 1908 bis Oktober 1909) meldete sich Gerhardt nach Berlin ab, wo er Theater spielte und kurz vor dem Ersten Weltkrieg als Regisseur und Schauspieler am Friedrich-Wilhelmstädtischen Schauspielhaus nachzuweisen ist. Dort arbeitete er u. a. mit den Regiekollegen Viktor Janson und Wolfgang Neff zusammen. Unmittelbar darauf, noch vor Ausbruch des Krieges, debütierte Karl Gerhardt als Filmregisseur. Er blieb bis zum Jahresende 1916 für die Berliner Filmwirtschaft aktiv, dann kehrte er im Dezember 1916 nach Wien zurück. 1917 von der Fabrikationsabteilung der Zentralstelle der Feldkinos Österreich-Ungarns dienstverpflichtet, inszenierte Gerhardt in diesem Jahr mit Der Treubruch, der Lebensgeschichte zweier Brüder, in Hinterbrühl, seinen ersten österreichischen Film. Es folgten 1919 für die kleine Wiener Produktionsfirma Astoria-Film zwei weitere Arbeiten, „Die Aushilfsgattin“ und „Der Mord in der Kohlmessergasse“, jeweils mit Richard Waldemar in der Hauptrolle.
Ende Oktober 1919 folgte Karl Gerhardt einem Ruf seines Landsmannes Joe May, der 1916 zu mindestens zwei von Gerhardts Arbeiten, darunter einem Joe Deebs-Krimi das Drehbuch beigesteuert hatte, und kehrte nach Berlin zurück, um dort im darauf folgenden Monat den siebten Teil des monumentalen Abenteuerachtteilers Die Herrin der Welt, „Die Wohltäterin der Menschheit“, zu inszenieren. Gerhardt blieb auch weiterhin, bis 1926, für Mays Produktionsfirma tätig und drehte für sie u. a. alle vier Teile des Sensationsabenteuers Die Jagd nach dem Tode. In Mays ebenfalls vierteiligem Melodram Tragödie der Liebe wirkte Gerhardt als Nebendarsteller mit. Zu den Stars, mit denen Gerhardt bis zu diesem Zeitpunkt arbeiten sollte, zählen, neben May-Gattin Mia May, auch Lil Dagover, Werner Krauß, Emil Jannings und die beiden italienischen Sensationsfilmdarsteller Carlo Aldini und Luciano Albertini. Kurz vor Ende der Stummfilmzeit erhielt Karl Gerhardt keine Aufträge mehr; er musste sich mit kleinen Rollen in einigen frühen Tonfilmen begnügen.

## Filmografie
als Regisseur, wenn nicht anders angegeben
- 1914: Des Türmers treuer Freund
- 1916: Ein einsam Grab
- 1916: Das rätselhafte Inserat
- 1917: Der Treubruch
- 1919: Die Aushilfsgattin
- 1919: Der Mord in der Kohlmessergasse
- 1920: Die Herrin der Welt, 7. Teil: Die Wohltäterin der Menschheit
- 1920: Johannes Goth
- 1920: Das Blut der Ahnen
- 1920: Die Augen der Maske
- 1920/21: Die Jagd nach dem Tode (4 Teile)
- 1922: Die geheimnisvollen Piraten
- 1922: Jussuf el Fanit, der Wüstenräuber (auch Schauspieler)
- 1922: Die Flibustier
- 1923: Tragödie der Liebe (Schauspieler)
- 1923: Die Gräfin von Paris (Schauspieler)
- 1924: Gentleman auf Zeit
- 1924: Dreiklang der Nacht
- 1926: Menschenleben in Gefahr
- 1926: Staatsanwalt Jordan
- 1927: Der fröhliche Weinberg (Schauspieler)
- 1930: Der unsterbliche Lump (Schauspieler)
- 1930: 1914, die letzten Tage vor dem Weltbrand (Schauspieler)
- 1931: Ihre Majestät die Liebe (Schauspieler)